# Чиасем
Чиасе́м (индон. Ciasem, сунд. Ci Asem — буквально "кислая вода") — река на индонезийском острове Ява в пределах провинции Западная Ява. Берет начало на склоне горы Тангкубан-Прау, впадает в залив Чиасем Яванского моря на расстоянии около 90 км к востоку от столицы страны Джакарты .

## Гидрология
Имеет длину около 60 км. Является одной из трёх основных рек западнояванского округа Субанг. В её водосборном бассейне, имеющем площадь 732 км², протекает 21 река и 61 речной приток.

## География
Река протекает в северо-западной части Явы с преимущественно тропическим муссонным климатом (обозначена как Am в классификации климата Кеппен-Гейгера).

### Температура
Среднегодовая температура в этом районе составляет 25 °С. Самый теплый месяц сентябрь, когда средняя температура составляет около 28 °С, а самый прохладный июль — 24 °С.

### Количество осадков
Среднегодовое количество осадков составляет 2810 мм. Самый влажный месяц — январь, в среднем 454 мм осадков, а самый сухой — сентябрь с 14 мм осадков.